# Erik Leonard Ekman

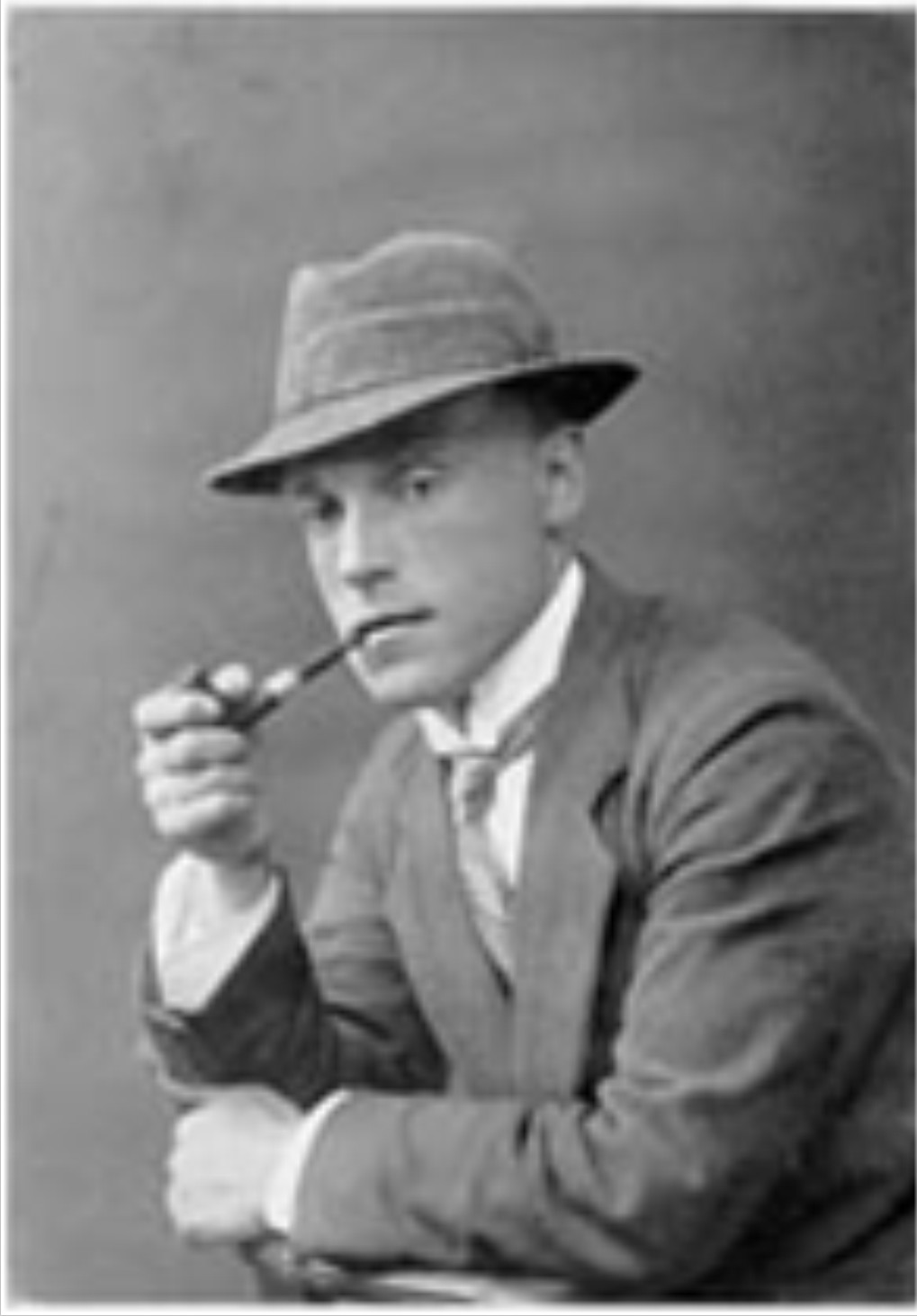
Erik Leonard Ekman

Erik Leonard Ekman (* 14. Oktober 1883 in Stockholm; † 15. Januar 1931 in Santiago de los Caballeros, Dominikanische Republik) war ein schwedischer Botaniker. Sein offizielles botanisches Autorenkürzel lautet „Ekman“.

## Leben und Wirken
Ekman wuchs in der mittelschwedischen Stadt Jönköping auf und machte 1907 seinen Bachelor an der Universität Lund, wo er im Jahr 1914 auch seine Doktorarbeit abschloss.
Auf dem Weg nach Brasilien sollte er im Auftrag von Ignaz Urban und Carl Lindman Pflanzen auf Kuba und Hispaniola sammeln, blieb dann aber statt der vorgesehenen 20 Monate für 17 Jahre in der Karibik. Von Ekman sind etwa 36.000 Herbarbelege bekannt; auf diesen Aufsammlungen basierend wurden etwa 2000 Arten neu beschrieben. Auch einige geographische Entdeckungen gehen auf ihn zurück, so identifizierte er den Pico Duarte als höchsten Berg der Karibik. 1931 starb er in Santiago de los Caballeros an den Folgen einer Lungenentzündung, Malaria und anderen Krankheiten.

## Ehrungen
Im zu Ehren wurden die Gattungen Ekmania Gleason aus der Familie der Korbblütler (Asteraceae), Ekmaniocharis Urb. aus der Familie der Schwarzmundgewächse (Melastomataceae) und Ekmanianthe Urb. aus der Familie der Trompetenbaumgewächse (Bignoniaceae) benannt.